# Kremer-Werft

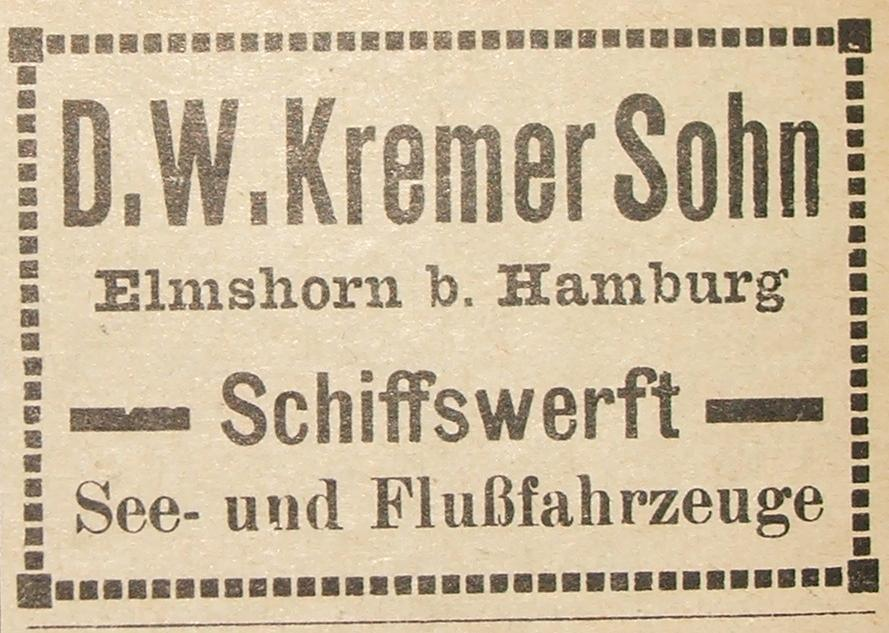
Werbung der Werft D.W.Kremer Sohn von 1913

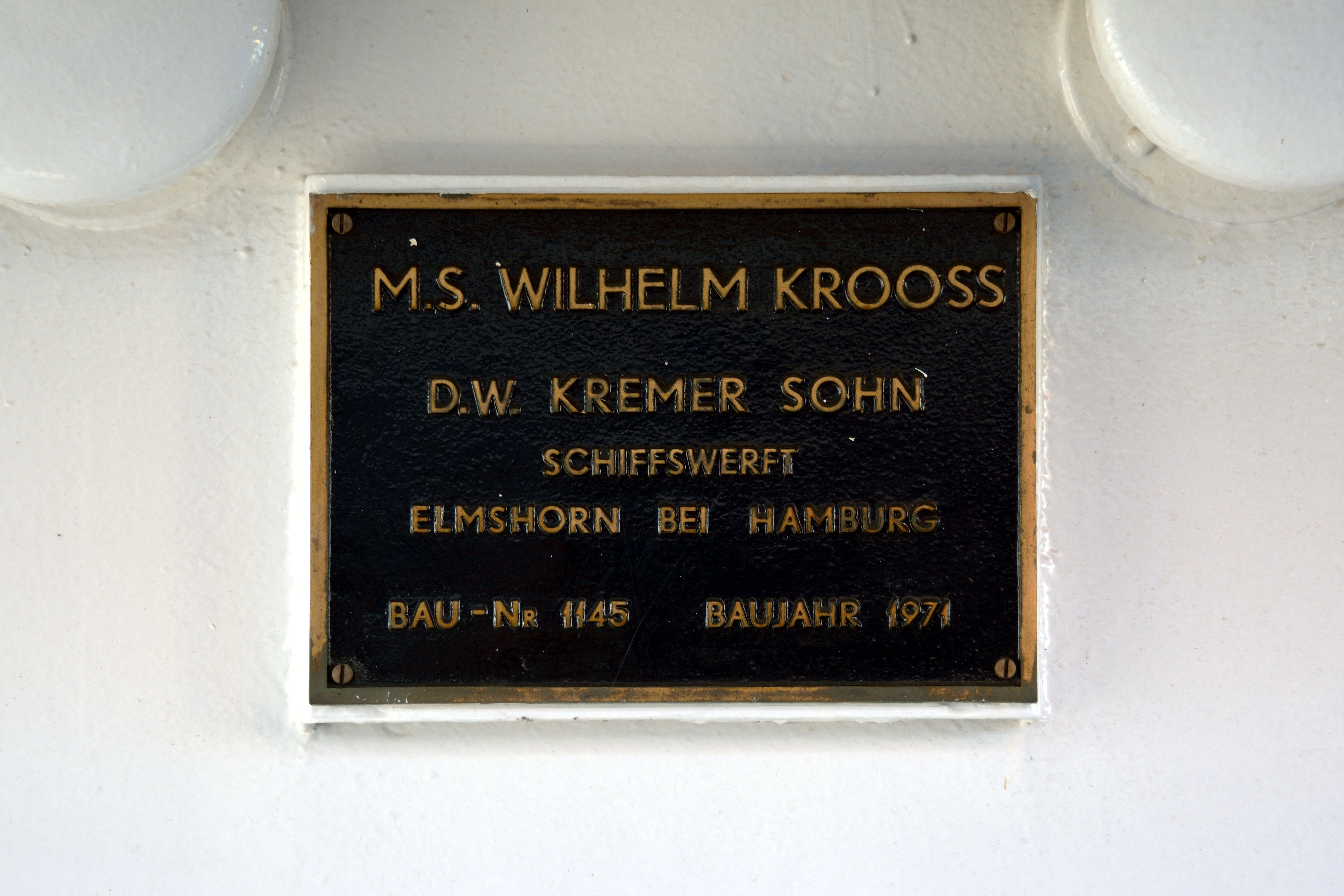
Schild auf der „Wilhelm Krooss“

D. W. Kremer war eine Werft in Elmshorn an der Krückau.

## Die Anfänge
Die spätere Kremer Werft wurde unter anderem Namen schon seit 1764 als Schiffbauplatz betrieben und gilt damit als eine der älteren an der Unterelbe. Die Schiffszimmerei in der Hafenstraße wurde im Mai 1833 vom Klostersander Schiffszimmermeister Johann Hinrich Kremer (1802–1861) ersteigert. Noch heute befindet sich dort das Stammhaus der Familie Kremer, welches inzwischen ein Restaurant beherbergt.
Vater Kremer baute mit seinem Sohn Dietrich Wilhelm bis zum ausgehenden 19. Jahrhunderts überwiegend verschiedene Arten von Ewern und Galeassen, bevor ab etwa 1870 auch erste Briggs und Schonerbriggs für eigene Rechnung oder als Partenschiffe gebaut und betrieben wurden. Der Namensgeber Diedrich Wilhelm Kremer erweiterte die Werft und baute eine mit Gasmotoren betriebene Sägerei. Ab 1887 wurde der Schiffbau erst langsam auf den Bau eiserner und etwas später stählerner Schiffe umgestellt und um 1910 ein weiteres Mal modernisiert und erweitert. Der Betrieb baute bis zum Ersten Weltkrieg trotz der Konkurrenz durch die expandierenden holländischen Werften überwiegend Motorsegler und Frachtdampfer für ausländische Auftraggeber.

## Zwischen den Weltkriegen
Nach dem Ersten Weltkrieg wurde die Werft weiter vergrößert und modernisiert. Bis in die 1920er Jahre, in denen die beiden letzten anderen Werften an der Krückau, Thormählen und Kruse, geschlossen wurden, konnte eine größere Anzahl von Motorseglern gebaut und auch bestehende Schiffe motorisiert und umgebaut werden. Schwerpunkt mit etwa 80 bis 90 Prozent der Bautätigkeit vor dem Zweiten Weltkrieg waren Kümos und Spezialschiffe wie Passagierschiffe. Sogar Schlepper für Venezuela, Tankschiffe, Hochseeschlepper und Frachter für Peru sowie mehrere Heckraddampfer für brasilianische Rechnung war darunter. Folge der Weltwirtschaftskrise 1931/32 war dann eine Reduzierung des Personals von 189 im Jahre 1930 auf nur noch sieben 1932. Anfang des Zweiten Weltkriegs wurde die Werft erneut modernisiert und auf die Rüstungsproduktion ausgerichtet.

## Nachkriegszeit

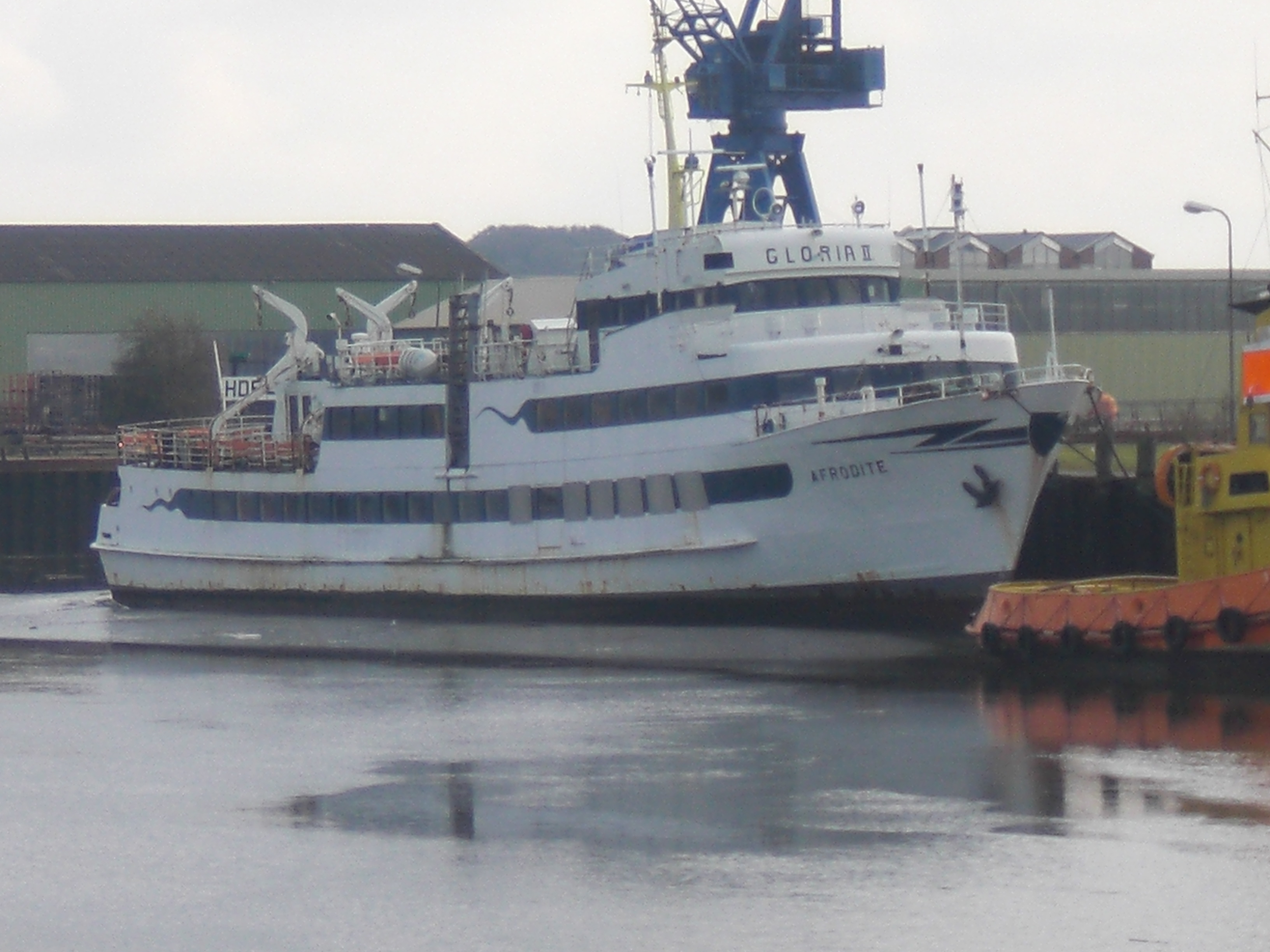
Der 1964er Kremer-Bau Afrodite, 2009 in Husum an der Werft

Nach dem Krieg begann man gleich 1945/46 wieder mit dem Schiffbau in Elmshorn. Es wurden 16 Fischkutter mit 64 BRT gebaut und 1945–1948 an verschiedene Eigner abgeliefert. Die Reederei Weidtmann & Ballin hatte einige dieser Kutter geordert und fungierte als Korrespondentreeder für die Alsterfleet, Werna, Gunnel, Wiebke sowie die Süllberg.
Bis 1949 folgten weitere Fischereischiffe. Danach wurden zunächst mehrere Kümos gebaut und im Herbst 1950 ein Kontrakt über den Bau von 18 Schiffen für die Türkei abgeschlossen. Für dänische Rechnung wurde ein Tanker erstellt. Für deutsche Rechnung wurden drei Küstenfrachtschiffe und drei Tanker geordert. Der Bau eines Schleppers für Peru wurde im selben Jahr begonnen und 1951 konnte der Stapellauf des tausendsten Schiffes gefeiert werden. Die Belegschaft stieg so auf 360 im Jahre 1953 und fast 500 im Jahre 1958. Im Jahr 1971 wurde wegen der begrenzten Verhältnisse an und auf der Krückau ein Zweigbetrieb in Glückstadt errichtet.
Im Mai 1975 geriet die Werft aufgrund des nicht kostendeckenden Baus von Bohrinselversorgern für norwegische Auftraggeber in Zahlungsschwierigkeiten und ein erstes Konkursverfahren wurde beantragt. Die Werft wurde daraufhin schon zum ersten Juli ohne eine Übernahme der entlassenen Beschäftigten an die Hamburger Firma Harms Bergung verkauft. Der Betrieb wurde ab Mitte 1976 nur noch in Glückstadt weitergeführt und ging dort im April 1978 endgültig in Konkurs. Der Bau zweier noch unvollständiger Schlepper für die Unterweser Reederei wurde von der Husumer Schiffswerft beendet. Das letzte im Bau befindliche Schiff, die Sigrid Wehr, konnte die Werft ebenfalls nicht mehr vollenden. Sie gehörte zu einer Serie von zwei RoRo-Schiffen, deren Kaskos bei der HDW in Kiel entstanden und wurde schließlich bei der Rickmers Werft in Bremerhaven fertiggestellt. Die Gebäude der Elmshorner Werft wurden an Max Bahr verkauft und abgebrochen, um einem Baumarkt Platz zu machen.

## Bekannte Schiffsbauten
- Istra (1939), ex Else, Tanker
- Gauss (1941), ex Trave, Wassertanker, dann Forschungsschiff
- Wilhelm Krooss (1971), Fähre